# فيرخنيي لانديخ (إيفانوفو)
فيركنيي لانديك (بالروسية: Верхний Ландех) هي مدينة في مقاطعة إيفانوفو أوبلاست في روسيا.
يبلغ عدد سكانها حوالي 1887 نسمة.

## معرض صور

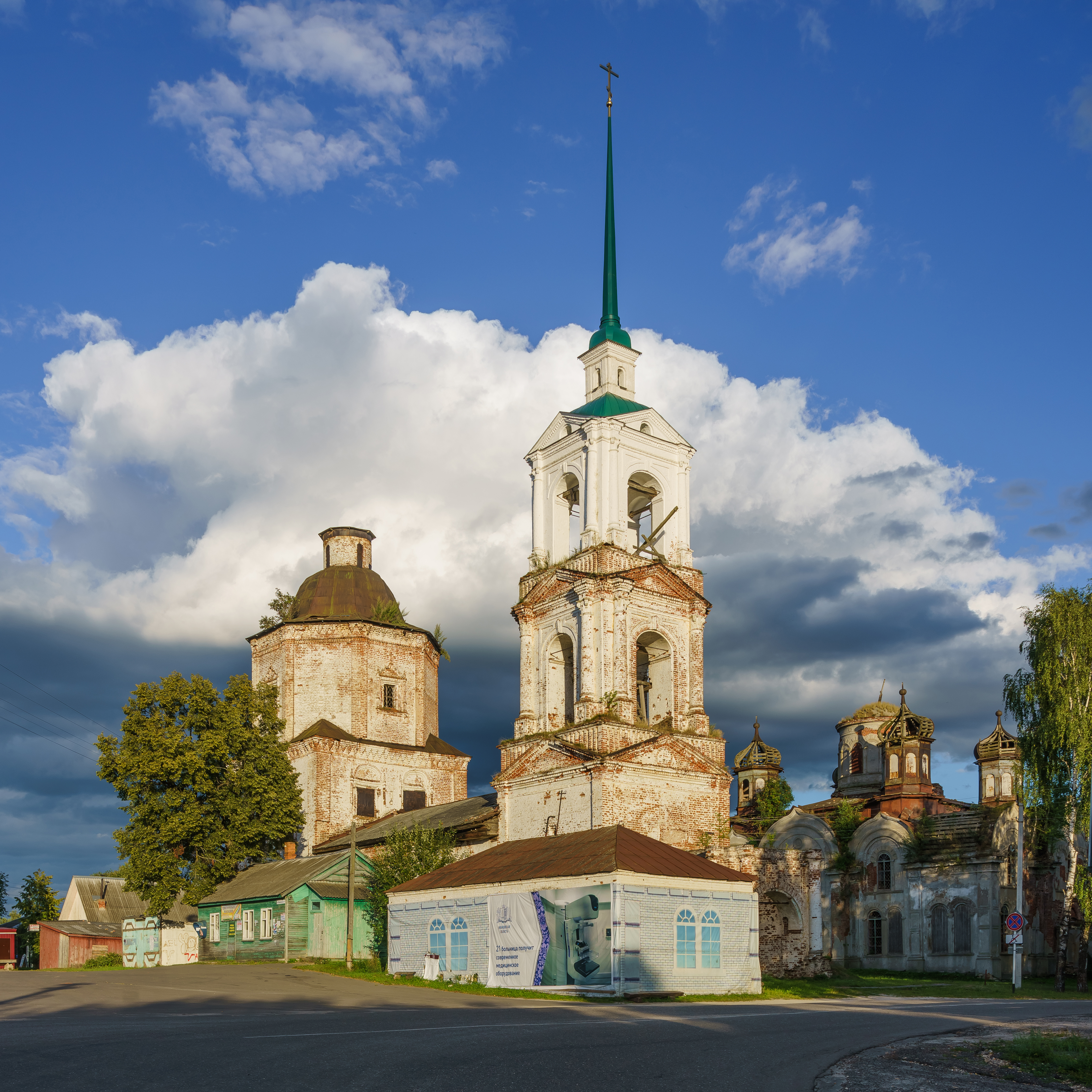
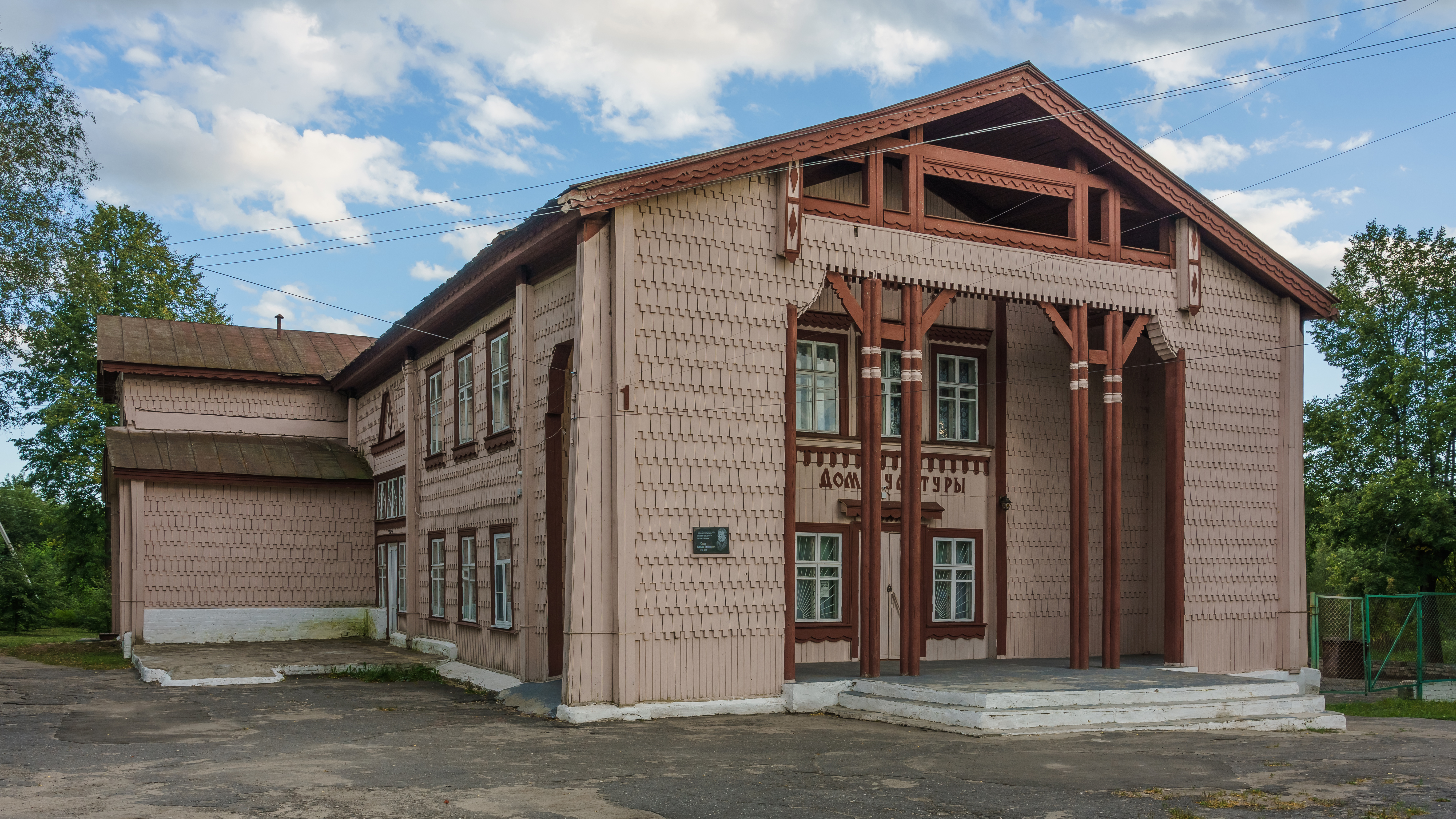
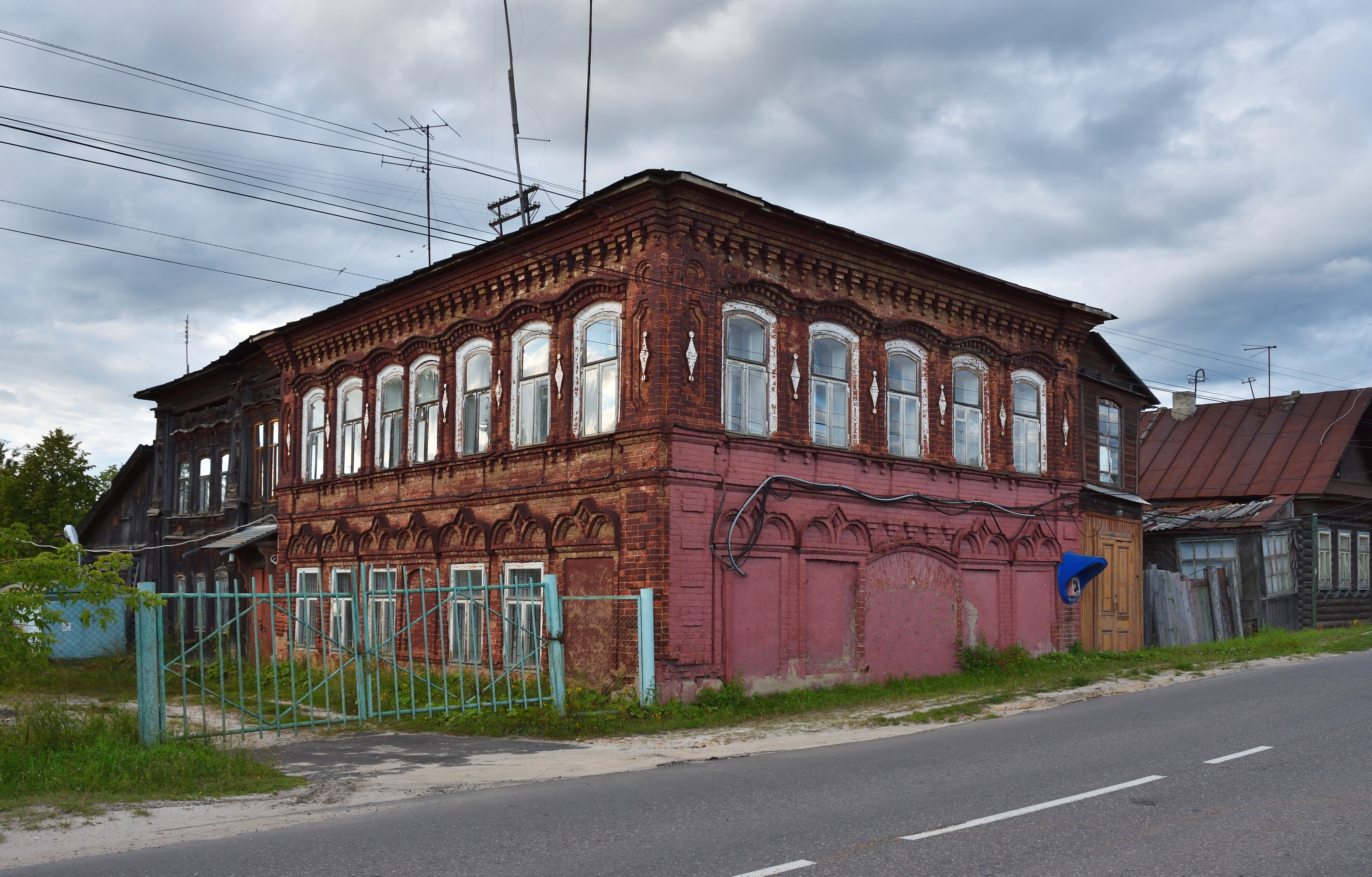
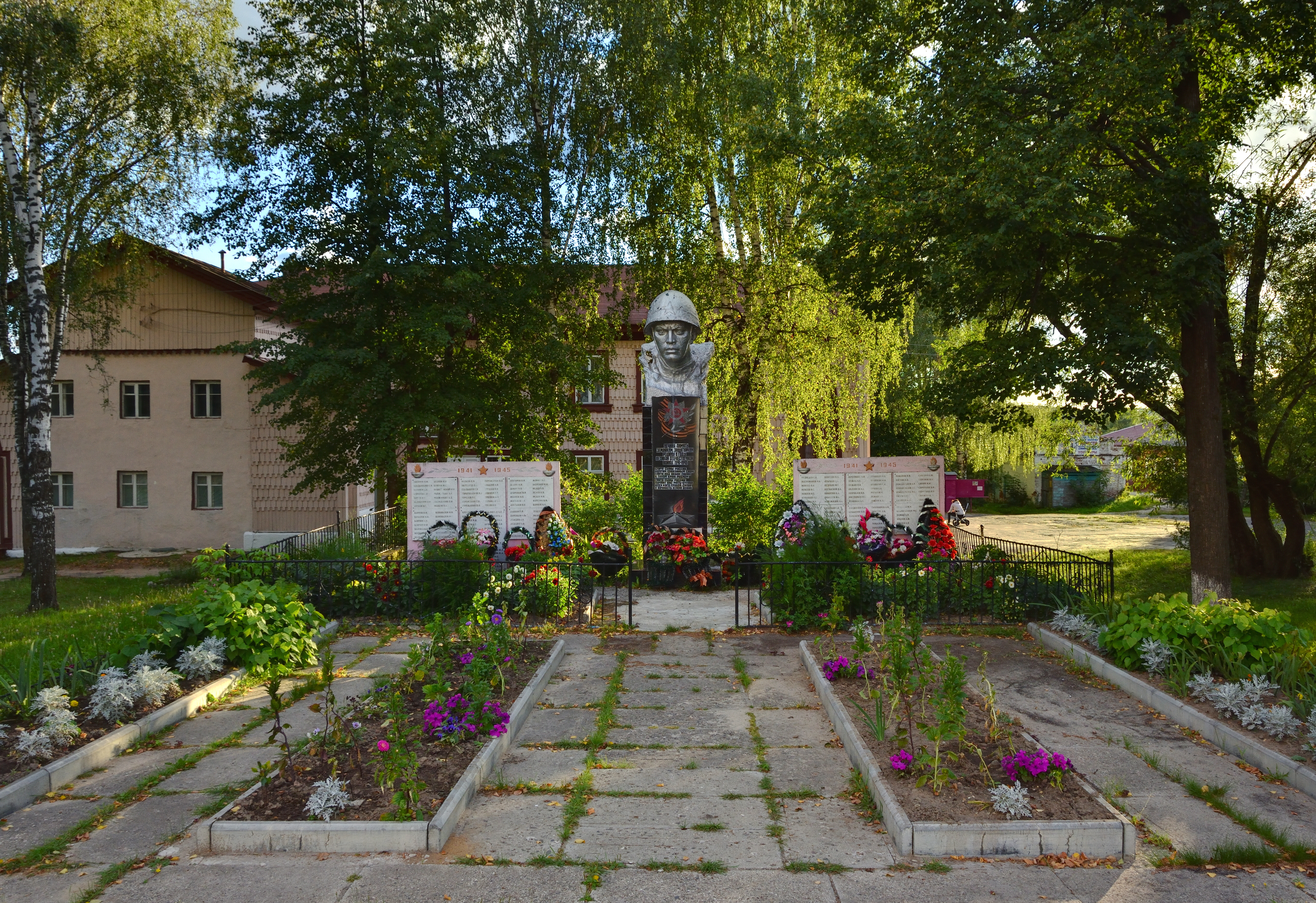